# چخانلی (آب‌شوران)
چخانلی (به لاتین: Çuxanlı) یک منطقه مسکونی در جمهوری آذربایجان است که در شهرستان آب‌شوران واقع شده است.